# Artem Volvich
Artem Aleksandrovich Volvich (22 de janeiro de 1990) é um voleibolista profissional russo.

## Carreira
Volvich é membro da seleção russa de voleibol masculino. Em 2016, representou seu país nos Jogos Olímpicos de Verão no Rio de Janeiro, que ficou em quarto lugar.